# Brunia
- Commons
- Wikispecies

Brunia Lam. é um género botânico pertencente à família Bruniaceae.

## Espécies
- Brunia abrotanifolia
- Brunia albiflora
- Brunia glutinosa
- Brunia nodiflora
- Lista completa

## Classificação do gênero
| Sistema | Classificação                      | Referência               |
| ------- | ---------------------------------- | ------------------------ |
| Linné   | Classe Pentandria, ordem Monogynia | Species plantarum (1753) |